# (3464) Owensby
(3464) Owensby (1983 BA) – planetoida z pasa głównego asteroid okrążająca Słońce w ciągu 3,35 lat w średniej odległości 2,24 j.a. Odkrył ją Edward Bowell 16 stycznia 1983 roku.